# Solace Nkosi
Solace Nkosi (KwaZulu-Natal, Sudáfrica, 22 de agosto de 1981) es un exfutbolista de Sudáfrica que jugaba en la posición de mediapunta.

## Carrera

### Club
| Periodo   | Club                | Apariciones | Goles |
| --------- | ------------------- | ----------- | ----- |
| 2003–2006 | Bloemfontein Celtic | 52          | 12    |
| 2006–2007 | Kaizer Chiefs       | 26          | 4     |
| 2007–2008 | Arminia Bielefeld   | 9           | 0     |
| 2009      | Maccabi Netanya     | 15          | 1     |
| 2009–2010 | Supersport United   | 15          | 1     |
| 2010–2012 | Golden Arrows FC    | 47          | 9     |
| 2012–2015 | Kaizer Chiefs       | 27          | 6     |

### Selección nacional
Jugó para Sudáfrica en 21 ocasiones de 13 de julio de 2005 al 19 de septiembre de 2009 y anotó dos goles; participó en la Copa de Oro de la Concacaf 2005 y en la Copa Africana de Naciones 2006.
| # | Fecha                | Sede                    | Rival     | Marcador | Resultado | Torneo                          |
| - | -------------------- | ----------------------- | --------- | -------- | --------- | ------------------------------- |
| 1 | 13 de julio de 2005  | Houston, Estados Unidos | Guatemala | 1–0      | 1–1       | Copa de Oro de la Concacaf 2005 |
| 2 | 19 de agosto de 2008 | Londres, Inglaterra     | Australia | 1–0      | 2–2       | Amistoso                        |

## Logros
- Telkom Knockout Cup: 2007
- Premier Soccer League: 2009–10, 2012–13
- Nedbank Cup: 2013
- Carling Black Label Cup: 2013